# トイ・ソルジャー (曲)
『トイ・ソルジャー』 (Toy Soldiers) は、アメリカのシンガーソングライターのマルティカの楽曲で、デビュー・アルバム『誘惑のマルティカ』からアメリカでは2枚目のシングルとして1989年4月26日に発売された。この曲はマルティカにとって唯一ビルボードのHot 100で首位を獲得したシングルであり、2週連続1位を記録した。エディット・ヴァージョンは輸入ヴァージョンの『トイ・ソルジャー：ベスト・オブ・マルティカ』に収録されている。ミュージック・ビデオはジム・シーアが監督した。

## 背景
マルティカはこの曲でコカイン中毒と戦う友人を題材にしている。「私は少し躊躇っていた。なぜならこの曲の前に二曲しか書いていなかったしどちらも明るい曲だったから。私はマイケル・ジェイの元に行きドラッグについての曲を書きたいと言った。これは私にとって話し合うのが怖いことを題材にする勇気を得た初めての曲だった、そして私は書き上げたの。」。VH1のポップ-アップ・ビデオによれば曲の題材になったその友人は中毒を克服したという。

## チャート・パフォーマンス
この曲はアメリカのBillboard Hot 100とニュージーランドで2週に渡って1位になり、オーストラリアとイギリスでもチャートのトップ10に入った。1989年のビルボードの年間チャートでは29位になり、マルティカにとっては唯一のアメリカでの1位獲得楽曲であり、イギリスでのチャート最高位シングルでもある。このシングルはアメリカレコード協会でゴールド認定を受けている。
2009年の3月と4月、VH1が行った「80年代最高の一発屋100」のカウントダウンの中でマルティカは他に3曲のトップ40ヒットを持つにもかかわらず（「モア・ザン・ユー・ノウ」(18位)、「空が落ちてくる 」(25位)、「ラヴ…サイ・ウィル・ビー・ダン」(10位)）「トイ・ソルジャー」は67位に選ばれた。

## 収録曲
- 7インチ・シングル

1. "Toy Soldiers" – 4:52
2. "Exchange of Hearts" – 4:15

- 3インチ・シングル

1. "Toy Soldiers" – 4:52
2. "Exchange of Hearts" – 4:15
3. "It's Not What You're Doing" – 4:11

- 12インチ・シングル

1. "Toy Soldiers" – 4:52
2. "It's Not What You're Doing" – 4:11
3. "Exchange of Hearts" – 4:15

## チャート
| 国別チャート (1988–1990年)              | 最高位 |
| --------------------------------------- | ------ |
| オーストラリア (ARIA)                   | 5      |
| ベルギー (Ultratop 50 Flanders)         | 32     |
| カナダ トップシングルス (RPM)           | 4      |
| カナダ アダルト・コンテンポラリー (RPM) | 9      |
| カナダ シングル小売 (RPM)               | 3      |
| ヨーロッパ (Eurochart Hot 100)          | 6      |
| フィンランド (Suomen virallinen lista)  | 4      |
| アイルランド (IRMA)                     | 3      |
| オランダ (Dutch Top 40)                 | 17     |
| オランダ (Single Top 100)               | 22     |
| ニュージーランド (Recorded Music NZ)    | 1      |
| ノルウェー (VG-lista)                   | 2      |
| スペイン (AFYVE)                        | 10     |
| スウェーデン (Sverigetopplistan)        | 4      |
| スイス (Schweizer Hitparade)            | 3      |
| UK シングルス (OCC)                     | 5      |
| US Billboard Hot 100                    | 1      |
| US Adult Contemporary (Billboard)       | 37     |
| US Cash Box Top 100                     | 4      |
| 西ドイツ (GfK Entertainment charts)     | 5      |

| 国別チャート (1989年)                | 順位 |
| ------------------------------------ | ---- |
| オーストラリア (ARIA)                | 30   |
| カナダ (RPM)                         | 21   |
| ヨーロッパ (Eurochart Hot 100)       | 44   |
| ニュージーランド (Recorded Music NZ) | 29   |
| スイス (Schweizer Hitparade)         | 23   |
| イギリス (OCC)                       | 62   |
| 全米 Billboard Hot 100               | 29   |
| 西ドイツ (Official German Charts)    | 73   |

## 認定
| 国/地域                    | 認定     | 認定/売上数 |
| -------------------------- | -------- | ----------- |
| オーストラリア (ARIA)      | Platinum | 70,000^     |
| カナダ (Music Canada)      | Gold     | 50,000^     |
| スウェーデン (GLF)         | Gold     | 25,000^     |
| イギリス (BPI)             | Silver   | 200,000^    |
| アメリカ合衆国 (RIAA)      | Gold     | 500,000^    |
| ^ 認定のみに基づく出荷枚数 |          |             |

## カヴァーとサンプリング
- マルティカはスパニッシュ・ヴァージョンの「トイ・ソルジャー」を録音プロデュースし、"Como Un Juguete"として発表した。だがオリジナルのイングリッシュ・ヴァージョンほどの成功は収めなかった。同様に日本語ヴァージョンも録音されている。
- 2000年には日本の女優・歌手のKirariが日本語カヴァーした（テレビドラマ『QUIZ』主題歌）。
- エミネムの2005年のシングル「ライク・トイ・ソルジャーズ」ではマルティカの歌うコーラス部分がそのまま同曲のコーラス部分に使われている。エミネムの曲はマルティカの曲とは題材が異なり、薬物問題よりもヒップホップ・ミュージックの業界に紐づいている暴力と殺人について歌われている。サンプルはオリジナルよりも速く再生され、ドラム・ピートも付け加えられている。マルティカの曲の最後のコーラスもエミネムの方に使われている。
- My Vitriolはこの曲を2007年のEP A Pyrrhic Victoryでカヴァーした[36]。
- Silversun Pickupsは2020年の7インチ・シングルとしてカヴァーした[37]
- Amber Van Dayの2020年のシングルKids in the Corner には「トイ・ソルジャー」を意識したメロディーがある[38]。
- 2023年の映画『M3GAN ミーガン』では主人公のロボット・ヒューマロイドが彼女の制作者の前に立ちはだかる前にこの曲をピアノで演奏する[39]。
- 2023年にWired Productionsが制作したビデオゲームTin Heartsにはこのゲームの為に制作されたカヴァーが使用されている。